# Chin Chin (musical)
Chin Chin è un musical statunitense, che debuttò a Broadway il 20 ottobre 1914 al Globe Theatre. Il libretto è di Anne Caldwell e R.H. Burnside, la musica - diretta da William E. MacQuinn - di Ivan Caryll (parole di Anne Caldwell e James O'Dea). Le stelle dello spettacolo erano David C. Montgomery e Fred A. Stone, un popolare duo di attori di rivista. Nel corpo di ballo, compare anche il nome di Marion Davies.
Lo spettacolo, una commedia musicale in tre atti e sette scene, prodotta da Charles Dillingham, venne rappresentato 295 volte. L'ultima recita si tenne il 3 luglio 1915.
La scena è ambientata al Mercato dei giocattoli, nel negozio del tè, al Palace Terrace, nella tenda e al circo.

## Il cast
La sera della prima, 20 novembre 1914, nel cast figurano i seguenti artisti:
- Charles T. Aldrich: Abanazar
- Helen Falconer: Violet Bond
- R. E. Graham: Cornelius Bond
- David Montgomery (David C. Montgomery): Chin Hop Lo / la vedova / Coolie / clown / gendarme
- Zelma Rawlston: la vedova Twankey
- Douglas Stevenson: Aladino
- Fred A. Stone: gendarme / Mlle. Fallosffski / il ventriloquo / Paderewski / Chin Hop Hi
- Belle Story: la dea della lampada
- Marjorie Bentley: Silver Ray
- The Breens: i tre orsi
- Evelyn Conway: Little Lee Toy
- Lola Curtis: Moon Blossom
- Juliette Day: Sen-Sen
- Charles Hast
- Edgar Lee Hay: Li-Dragon Face
- Lorayne Leslie: Cherry Bloom
- Hazel Lewis: Lotus Leaf
- Charles Mast: Ring Master
- Agnes McCarthy: Little Wing Wu
- George Phelps: Little Lee Toy
- Tot Qualters: Spring Flower
- Eugene Revere: Tzu Yung
- Lillian Rice: Honeysuckle
- Mildred Richardson: Spirit of New Year
- Eleanor St. Clair: Poppy Bud
- Marguerite St. Clair: Wistaria
- Violet Zell: Fan-Tan

### Ensemble
- Hilda Allison
- Grace Beaumont
- Anna Berry
- Julia Berry
- Sarah Berry
- Claire Bertrand
- R C Bosch
- Bessie Burch
- Olive Carr
- Cecile Conway
- Martin Cox
- Andrea Cresson
- Marion Davies
- Roger Davis
- Rose Douglas
- Helen Ellsworth
- Isabel Falconer
- Anna Ford
- Joseph Gormley
- Marjorie Graham
- Jack Hagner
- Esther Herrick
- J. F. Johnson
- Irene Kearney
- Marie Kennedy
- Arthur Kuesta
- Harriet Leidy
- Mazie Leroy
- Selma Mantell
- Loretta McDonald
- Victoria Meyers
- Vivian Morrison
- Margaret ONeil
- Marion O'Neil
- Peter Page
- H S Palmer
- Cassie Qualters
- E H Randall
- Dorothy Richardson
- Harold Russell
- Lydia Scott
- Harry Silvey
- Dorothy St. Clair
- Josephine Taylor
- Betty Wales
- Helen Ward
- Janet Wollenburg